# Tomás Urrialde
Tomás Urrialde Garzón (Segovia, Castilla y León; 14 de junio de 1930 –  Segovia, Castilla y León; 1 de abril de 2010) fue un cocinero español, referente nacional e internacional de la cocina segoviana y uno de los primeros cocineros que dio visibilidad a la profesión fuera de la cocina. Hijo Predilecto de Segovia y Medalla de Plata al Mérito del Trabajo, es el creador, de la famosa receta de los judiones de la Granja.
Desarrolló su actividad profesional al frente de la cocina del Mesón de Cándido donde permaneció 42 años y en la Cocina de Segovia durante 9 años. Fue presidente de la Asociación de Cocineros y Reposteros de Segovia creada a partir de la Peña de la Parrilla de Segovia que fue fundada por varios cocineros, incluyendo a su padre.
Se caracterizó por la innovación en la cocina, tanto en la elaboración de nuevas recetas como en la presentación y modo de ofrecer a los comensales los platos elaborados. Fue artífice del mérito de los cocineros y reposteros en la hostelería segoviana, pues fue uno de los primeros cocineros que salió de la cocina a la sala para promocionar los platos que elaboraba. 
Es conocido por su labor social y divulgativa. Trasladó su conocimiento a los profesionales en numerosas jornadas y participó de forma altruista en la realización de actividades populares como la Judiada de la Granja de San Ildefonso, las sopas del santo de Segovia, los garbanzos con chorizo en Cantimpalos o la ofrenda de frutos de la tierra a la Virgen de la Fuencisla, patrona de Segovia. Participó, junto con entidades de la provincia de Segovia, en innumerables paellas y eventos populares por toda la provincia de Segovia, como la realizada anualmente con APADEFIM.

## Biografía
Nació en Segovia. Sus padres, María y Fidel se asentaron en Segovia, cogiendo Tomás el oficio de su padre, ya que era uno de los cocineros más prestigiosos de Segovia durante los años 30. Se casó a la edad de 24 años con Rafaela y tuvieron tres hijos, Tomás, Fidel y Rafael. Además de desarrollar toda su labor en la cocina, fue un amante de la naturaleza, lo que le permitió evolucionar en la cocina e incorporar recetas de platos elaborados con ingredientes típicos de Segovia.
Comenzó su carrera profesional en el Mesón de Cándido, propiedad de Cándido López, donde rápidamente alcanzó la dirección de la cocina como jefe de cocina, trabajando en la cocina del restaurante por 42 años. Posteriormente dirigió la Cocina de Segovia del hotel Los Arcos de Segovia. Como maestro de cocina estuvo vinculado a esta actividad hasta su fallecimiento.
En 1955 destacó por la creación de un plato que hoy es conocido a nivel mundial, los famosos judiones de la Granja. En los años 80 empezó otra innovación con un nuevo proceso de realización de recetas con distintas especies de setas, elaborando un libro con más de 100 recetas, lo que además le supuso que le galardonaran con el premio Amanita que ha sido otorgado a lo largo de los años a los más prestigiosos cocineros y expertos en micología españoles.
También promocionó y ayudó a la realización de eventos gastronómicos, tanto a nivel nacional como internacional. Su trayectoria profesional le llevó a participar en jornadas gastronómicas en Argentina, donde fue recibido en audiencia privada por el presidente Alfonsín, Paraguay, Canadá, Estados Unidos, Japón y República Checa. También fue el referente en la presentación de la cocina segoviana en Hay (Gales) para la consecución del Hay Festival en Segovia.
Además de su cocina, eran conocido también por su manera de culminar los menús con el hipocrás, bebida que Urrialde recuperó del Pedacio Dioscórides Anazarbeo del doctor Andrés Laguna, un brebaje de la época de Enrique IV de Castilla, según contaba Tomás, que el Rey invitaba a los que le acompañaban de cacería.
Impulsó la Asociación de Cocineros y Reposteros de Segovia, que presidió hasta el año 2010, pasando a ser nombrado Presidente de Honor. En el año 1996 también apoyó la creación de la Unión De Chefs Argentinos. Impulsó la constitución de la Asociación Cultural y Gastronómica La Espiga, siendo su presidente hasta su fallecimiento. Además, colaboró con varios restaurantes e incluso dio su nombre a la Escuela de Cocina “Tomás Urrialde” ubicada en la Venta Magullo de Segovia. Tuvo siempre un afán por enseñar y en innumerables certámenes le reconocieron su labor por la cocina realizada por los jóvenes como en el V Festival Gastronómico de Cocina Joven celebrado en Segovia. También difundió sus conocimientos y arte en la cocina por todo el territorio español como cuando colaboró con en la creación del Aula gastronómica “Tomás Urrialde” con Cascajares de Dueñas (Palencia) o las jornadas gastronómicas segovianas en Arcos de La Laguna en Valleseco en Gran Canaria del grupo Hermanos Rogelio.
Son numerosas las referencias a su figura, tanto en el ámbito de la gastronomía como en el cultural.

## Premios, reconocimientos y distinciones
- 2018. A título póstumo premio Marca de Garantía Judión de la Granja 2018[28]
- 2010. Jardín Tomás Urrialde en Segovia[29]
- 2007. Premio Amanita[30]
- 2007. Medalla de Plata al Mérito del Trabajo[5]
- 2006. Hijo Predilecto de Segovia[9]
- 2001. Escuela de Cocina «Tomás Urrialde»[23]
- 1984. Medalla de los Gorros Blancos de la Federación de Asociaciones de Cocineros y Reposteros de España
- 1981. Medalla Gastronómica Internacional
- 1979. Viceconsejero Culinario de Segovia por la Asociación Magistral de Gastronomía
- 1976. Medalla de Plata al Mérito de la Hostelería
- 1973. Gran Collar de San Lorenzo de la Academia Nacional de Gastronomía
- 1970. Medalla de La Chaîne des Rôtisseurs

## Libros
- Recetario de setas. Tomás Urrialde Garzón. Luis Caralt editor. 1983. ISBN: 84-217-6440-3. Depósito legal: B. 10281-1983
- La Cocina Española. Tomás Urrialde Garzón y Cándido López Sanz. Plaza & Janes S. A. Editores. ISBN: 84-01-60201-7. Depósito Legal: B. 20740 - 1977